# 李立 (1948年)
李立（1948年1月—2020年9月7日），陕西省三原县人，中华人民共和国高等教育工作者。西安电子科技大学教授、硕士生导师。2002年至2008年担任该校党委书记。

## 生平
1967年毕业于陕西省西安中学。1978年至1982年就读于西北电讯工程学院技术物理系，毕业后留校任教。长期从事党务工作，历任校党委宣传部副部长、部长，校党委副书记、副校长。1997年至1999年，兼任中纪委驻电子工业部纪检组副局级纪检员、监察部驻电子工业部监察局副局长。2002年，任校党委书记兼工会主席。2006年被中共中央组织部评为全国优秀党务工作者，享受全国劳动模范待遇。2009年5月从西安电子科技大学退休。紧接着又从事民办教育工作，曾任西安外事学院执行院长，镐京国际教育集团董事局副主席，陕西服装工程学院执行院长。2014年5月出任陕西科技大学镐京学院常务副院长。2020年9月7日在西安逝世。